# Anna Behlmer
Anna Behlmer, geborene Anna Gabellieri, (* 1961) ist eine amerikanische Toningenieurin. 

## Leben
Behlmer begann ihre Tätigkeit in der Filmindustrie als Filmeinleger und Reinigerin von 35 mm Filmmaterial. Sie wurde zehnmal für den Academy Award (Oscar) in der Kategorie Bester Ton nominiert. Seit 1987 hat sie an 120 Filmen mitgewirkt. Behlmer ist verheiratet mit dem leitenden Geschäftsführer bei Technicolor Digital Cinema Curt Behlmer.

## Filmografie (Auswahl)
Nominiert für den Academy Award
- 1995: Braveheart[2]
- 1996: Evita[3]
- 1997: L.A. Confidential[4]
- 1998: The Thin Red Line[5]
- 2001: Moulin Rouge![6]
- 2003: Seabiscuit[7]
- 2003: The Last Samurai[7]
- 2005: War of the Worlds[8]
- 2006: Blood Diamond[9]
- 2009: Star Trek[10]